# Boledgān
Boledgān (persiska: بلدگان, Bolūkān) är en ort i Iran.   Den ligger i provinsen Östazarbaijan, i den nordvästra delen av landet, 400 km nordväst om huvudstaden Teheran. Boledgān ligger 1 872 meter över havet och antalet invånare är 537.
Terrängen runt Boledgān är bergig, och sluttar söderut. Runt Boledgān är det ganska glesbefolkat, med 40 invånare per kvadratkilometer. Närmaste större samhälle är Torkmanchay, 11,5 km sydväst om Boledgān. Trakten runt Boledgān består i huvudsak av gräsmarker.